# 독일인
독일인(獨逸人, 독일어: Deutsche 도이체[*])은 독일어를 사용하는 서게르만계의 민족을 뜻하거나 독일의 국민 또는 시민권자를 말한다. 보통은 전자의 표현이 더 많이 사용된다. 독일인의 혈통을 가진 사람들은 독일 본토는 물론이고 유럽과 신대륙을 비롯한 전세계 여러 지역에 널리 분포하며 그 수는 1억 ~ 1억 5천만 명에 달한다고 추산된다.

실레시아 독일인의 기

## 역사
고대에 프랑크족, 프리기아족, 작센족, 알레만니족, 투링기족, 바바리족 등 다양한 부족 집단으로 이루어져 있던 게르만족 가운데 라인강과 엘베강 사이에 살던 집단이 독일 민족의 기원으로서 출현하기 시작했다. 특히 독일인이라는 민족성은 서기 10세기 오토 왕조가 프랑크 제국의 동부에서 독일 왕국을 분리한 데 직접적 기원을 두며, 중세 내내 신성로마제국이라는 정치적 체제로 느슨하게 묶여 있었다. 이 동안 제국의 권력과 인구의 증가로 독일인의 인구는 동유럽 지역으로 확산하였는데 이 현상을 동방식민운동이라 한다. 신성로마제국은 실질적으로는 수많은 제후국, 도시, 주교령으로 나뉘어 있었으며 16세기 종교 개혁 이후 종래의 천주교와 새로운 개신교의 충돌로 격렬한 갈등에 휩싸이기도 했다.
프랑스 혁명 이후 등장한 나폴레옹의 영향으로 19세기 초 신성로마제국이 해체되고 독일인들이 사는 지역을 하나의 국가로 재편하려는 독일 민족주의가 성장하기 시작했다. 그 중 프로이센 왕국이 1871년 독일 제국을 주도적으로 형성하며 오스트리아 제국을 제외한 대부분의 독일인 국가를 제국의 영토로 편입시켜 독일 통일을 이루었다. 비슷한 시기 많은 독일인들이 미국, 캐나다, 브라질 등 신대륙으로 이주하여 큰 규모의 공동체를 형성하기도 했다.
제1차 세계대전에서 패배한 독일 제국과 오스트리아-헝가리 제국은 많은 민족 국가로 해체되었고 그 중 독일과 오스트리아를 제외한 국가에서 독일인들은 소수민족이 되었다. 이후 전간기의 정치적 혼란 동안 아돌프 히틀러가 이끄는 나치당이 부상하여 1933년 나치 독일 체제를 이루었고, 나치 정권은 주변 국가들을 군사적으로 침략, 점령하며 제2차 세계대전을 일으켰다. 나치 정권 독일은 미국, 영국, 소련이 이끄는 연합국에 패배하였고, 이에 따라 많은 영토를 상실하고 대부분의 구 영토에서 독일 민족 인구가 대량으로 추방되었다. 이후 미국과 소련의 영향으로 각각 서독과 동독으로 분할된 독일은 1990년 서독 주도의 독일 재통일을 이루어 독일 연방 공화국으로 통합되었다.

## 종교
지역에 따라 천주교나 개신교를 믿는다. 현대에는 무종교도 있다.

## 디아스포라
상당한 규모와 역사를 가진 독일인 디아스포라로 다음과 같은 것들이 있다.
- 독일계 카자흐스탄인 - 카자흐스탄에 거주하는 독일인이다. 대부분이 제2차 세계 대전 중에 카자흐 소비에트 사회주의 공화국으로 강제 이주당했다. 카자흐스탄 독일인들은 대부분이 도시에 거주하며 수도 아스타나엔 독일인이 6%를 차지한다. 대부분이 1989년부터 독일로 돌아갔지만 일부는 지금도 남아있어, 2003년에는 30만명이 카자흐스탄에 살고 있다.
- 펜실베이니아 더치 - 17, 18세기 펜실베이니아 주에 이주한 독일인(주로 라인란트와 남부 독일에서 옴)과 그들의 후손을 말한다. 펜실베이니아 독일어를 쓴다.
- 룩셈부르크인
- 볼가 독일인
- 발트 독일인
- 흑해 독일인

## 같이 보기
- 독일 사람 목록
- 오스트리아인
- 스위스인